# Stylaster infundibuliferus
Stylaster infundibuliferus är en nässeldjursart som beskrevs av Stephen D. Cairns 2005. Stylaster infundibuliferus ingår i släktet Stylaster och familjen Stylasteridae. Inga underarter finns listade i Catalogue of Life.